# Atlántida
Atlántida är ett departement i norra Honduras, vid Karibiska havets kust. Departementet skapades 1902.

## Kommuner
1. La Ceiba
2. El Porvenir
3. Esparta
4. Jutiapa
5. Arizona
6. La Masica
7. San Francisco
8. Tela